# Sojuz-TM
La Sojuz-TM è stata una versione del veicolo spaziale Sojuz. È stata progettata per servire la stazione spaziale Mir e la Stazione spaziale internazionale.